# Manchester United F.C. mùa giải 2002-03
Mùa giải 2002–03 là mùa giải thứ 11 của Manchester United tại Premier League, và là mùa giải thứ 28 liên tiếp của họ ở giải hạng cao nhất bóng đá Anh. Mùa giải này chứng kiến câu lạc bộ đứng đầu bảng Premier League, sau khi có thành tích thấp nhất trong lịch sử Premier League mùa trước, khi họ đứng thứ ba. Manchester United giành chức vô địch dù kém Arsenal 8 điểm vào đầu tháng ba. United cũng kết thúc với vị trí á quân ở League Cup sau khi thua Liverpool ở chung kết. Câu lạc bộ cũng phá kỷ lục chuyển nhượng ở Anh lần thứ ba chỉ trong hơn một năm khi họ trả 29,1 triệu bảng cho Leeds United hậu vệ Rio Ferdinand.
Vào cuối mùa giải, tiền vệ United David Beckham chuyển đến Real Madrid với bản hợp đồng trị giá 25 triệu bảng, sau 12 năm thi đấu tại United. Trong khi đó, trung vệ 37 tuổi Laurent Blanc tuyên bố nghỉ thi đấu. Trung vệ đồng đội David May được chuyển nhượng tự do sau chín năm ở câu lạc bộ.

## Giao hữu
| Ngày      | Đối thủ         | Sân nhà/khách | Tỉ số | Cầu thủ ghi bàn                                                      | Số lượng khán giả |
| --------- | --------------- | ------------- | ----- | -------------------------------------------------------------------- | ----------------- |
| 20/7/2002 | Shelbourne      | A             | 5–0   | Van Nistelrooy (3) 17', 20', 63', Forlán 22', Yorke 60'              | 10,000            |
| 27/7/2002 | Chesterfield    | A             | 5–0   | Blanc 19', Van Nistelrooy 54', Forlán 80', Keane 83', Richardson 86' | 6,583             |
| 27/7/2002 | AFC Bournemouth | A             | 3–2   | Verón 33', Muirhead 61', Stewart 66'                                 | 8,104             |
| 30/7/2002 | Vålerenga       | A             | 2–1   | Solskjær 26' (pen.), Keane 84'                                       | 25,572            |
| 2/802202  | Ajax            | A             | 1–2   | Scholes 78'                                                          | 48,000            |
| 4/8/2002  | Parma           | N             | 3–0   | Giggs 23', Verón 50', Solskjær 55'                                   | 48,000            |
| 6/8/2002  | Aarhus XI       | A             | 5–0   | Van Nistelrooy (2) 44', 80', Solskjær 71', Giggs 81', Forlán 87'     | 20,500            |
| 10/8/2002 | Boca Juniors    | H             | 2–0   | Van Nistelrooy (2) 23', 40'                                          | 56,724            |

## Ngoại hạng Anh
| Ngày       | Đối thủ              | Sân nhà/khách | Tỉ số | Cầu thủ ghi bàn                                                               | Số lượng khán giả | Thứ hạng |
| ---------- | -------------------- | ------------- | ----- | ----------------------------------------------------------------------------- | ----------------- | -------- |
| 17/8/2002  | West Bromwich Albion | H             | 1–0   | Solskjær 78'                                                                  | 67,645            | 7        |
| 23/8/3002  | Chelsea              | A             | 2–2   | Beckham 26', Giggs 66'                                                        | 41,541            | 7        |
| 31/8/2002  | Sunderland           | A             | 1–1   | Giggs 7'                                                                      | 47,586            | 8        |
| 3/9/2002   | Middlesbrough        | H             | 1–0   | Van Nistelrooy 28' (pen.)                                                     | 67,464            | 4        |
| 11/9/2002  | Bolton Wanderers     | H             | 0–1   |                                                                               | 67,623            | 7        |
| 14/9/2002  | Leeds United         | A             | 0–1   |                                                                               | 39,622            | 10       |
| 21/9/2002  | Tottenham Hotspur    | H             | 1–0   | Van Nistelrooy 62' (pen.)                                                     | 67,611            | 8        |
| 28/9/2002  | Charlton Athletic    | A             | 3–1   | Scholes 54', Giggs 82', Van Nistelrooy 90'                                    | 26,630            | 4        |
| 7/10/2002  | Everton              | H             | 3–0   | Scholes (2) 86', 90', Van Nistelrooy 90' (pen.)                               | 67,629            | 4        |
| 19/10/2002 | Fulham               | A             | 1–1   | Solskjær 62'                                                                  | 18,103            | 4        |
| 26/10/2002 | Aston Villa          | H             | 1–1   | Forlán 77'                                                                    | 67,619            | 4        |
| 2/11/2002  | Southampton          | H             | 2–1   | P. Neville 15', Forlán 85'                                                    | 67,691            | 3        |
| 9/11/2002  | Manchester City      | A             | 1–3   | Solskjær 7'                                                                   | 34,649            | 5        |
| 17/11/2002 | West Ham United      | A             | 1–1   | Van Nistelrooy 38'                                                            | 35,049            | 5        |
| 23/11/2002 | Newcastle United     | H             | 5–3   | Scholes 25', Van Nistelrooy (3) 38', 45', 53', Solskjær 55'                   | 67,625            | 5        |
| 1/12/2002  | Liverpool            | A             | 2–1   | Forlán (2) 63', 66'                                                           | 44,250            | 4        |
| 7/12/2002  | Arsenal              | H             | 2–0   | Verón 20', Scholes 72'                                                        | 67,650            | 3        |
| 14/12/2002 | West Ham United      | H             | 3–0   | Solskjær 15', Verón 17', Schemmel 61' (o.g.)                                  | 67,555            | 2        |
| 22/12/2002 | Blackburn Rovers     | A             | 0–1   |                                                                               | 30,475            | 3        |
| 26/12/2002 | Middlesbrough        | A             | 1–3   | Giggs 60'                                                                     | 34,673            | 3        |
| 28/12/2002 | Birmingham City      | H             | 2–0   | Forlán 37', Beckham 73'                                                       | 67,640            | 3        |
| 1/1/2003   | Sunderland           | H             | 2–1   | Beckham 81', Scholes 90'                                                      | 67,609            | 2        |
| 11/1/2003  | West Bromwich Albion | A             | 3–1   | Van Nistelrooy 8', Scholes 22', Solskjær 55'                                  | 27,129            | 2        |
| 18/1/2003  | Chelsea              | H             | 2–1   | Scholes 39', Forlán 90'                                                       | 67,606            | 2        |
| 1/2/2003   | Southampton          | A             | 2–0   | Van Nistelrooy 15', Giggs 22'                                                 | 32,085            | 2        |
| 4/2/2003   | Birmingham City      | A             | 1–0   | Van Nistelrooy 56'                                                            | 29,475            | 2        |
| 9/2/2003   | Manchester City      | H             | 1–1   | Van Nistelrooy 18'                                                            | 67,646            | 2        |
| 22/2/2003  | Bolton Wanderers     | A             | 1–1   | Solskjær 90'                                                                  | 27,409            | 2        |
| 5/3/2003   | Leeds United         | H             | 2–1   | Radebe 20' (o.g.), Silvestre 79'                                              | 67,135            | 2        |
| 15/3/2003  | Aston Villa          | A             | 1–0   | Beckham 12'                                                                   | 42,602            | 2        |
| 22/3/2003  | Fulham               | H             | 3–0   | Van Nistelrooy (3) 44', 68', 90'                                              | 67,706            | 2        |
| 5/4/2003   | Liverpool            | H             | 4–0   | Van Nistelrooy (2) 5' (pen.), 65' (pen.), Giggs 78', Solskjær 90'             | 67,639            | 2        |
| 12/4/2003  | Newcastle United     | A             | 6–2   | Solskjær 32', Scholes (3) 34', 38', 52', Giggs 44', Van Nistelrooy 58' (pen.) | 52,164            | 1        |
| 16/4/2003  | Arsenal              | A             | 2–2   | Van Nistelrooy 24', Giggs 63'                                                 | 38,164            | 1        |
| 19/4/2003  | Blackburn Rovers     | H             | 3–1   | Van Nistelrooy 20', Scholes (2) 42', 61'                                      | 67,626            | 1        |
| 27/4/2003  | Tottenham Hotspur    | A             | 2–0   | Scholes 69', Van Nistelrooy 90'                                               | 36,073            | 1        |
| 3/5/2003   | Charlton Athletic    | H             | 4–1   | Beckham 11', Van Nistelrooy (3) 32', 37', 52'                                 | 67,721            | 1        |
| 11/5/2003  | Everton              | A             | 2–1   | Beckham 45', Van Nistelrooy 79' (pen.)                                        | 40,168            | 1        |

## FA Cup
| Ngày      | Vòng   | Đối thủ         | Sân nhà/khách | Tỉ số | Cầu thủ ghi bàn                                                              | Số lượng khán giả |
| --------- | ------ | --------------- | ------------- | ----- | ---------------------------------------------------------------------------- | ----------------- |
| 4/1/2003  | Vòng 3 | Portsmouth      | H             | 4–1   | Van Nistelrooy (2) 5' (pen.), 82' (pen.), Beckham 16', Scholes 89'           | 67,222            |
| 26/1/2003 | Vòng 4 | West Ham United | H             | 6–0   | Giggs (2) 8', 29', Van Nistelrooy (2) 49', 58', P. Neville 50', Solskjær 69' | 67,181            |
| 15/2/2003 | Vòng 5 | Arsenal         | H             | 0–2   |                                                                              | 67,209            |

## Cúp liên đoàn
| Ngày       | Vòng            | Đối thủ          | Sân nhà/khách | Tỉ só | Cầu thủ ghi bàn                                 | Số lượng khán giả |
| ---------- | --------------- | ---------------- | ------------- | ----- | ----------------------------------------------- | ----------------- |
| 5/11/2002  | Vòng 3          | Leicester City   | H             | 2–0   | Beckham 80' (pen.), Richardson 90'              | 47,848            |
| 3/12/2002  | Vòng 4          | Burnley          | A             | 2–0   | Forlán 35', Solskjær 65'                        | 22,034            |
| 17/12/2002 | Vòng 5          | Chelsea          | H             | 1–0   | Forlán 80'                                      | 57,985            |
| 7/1/2003   | Bán kết lượt đi | Blackburn Rovers | H             | 1–1   | Scholes 58'                                     | 62,740            |
| 22/1/2003  | Bán kết lượt về | Blackburn Rovers | A             | 3–1   | Scholes (2) 30', 42', Van Nistelrooy 77' (pen.) | 29,048            |
| 2/3/2003   | Chung kết       | Liverpool        | N             | 0–2   |                                                 | 74,500            |

## UEFA Champions League

### Vòng loại thứ ba
| Ngày      | Vòng                     | Đối thủ      | Sân nhà/khách | Tỉ số | Cầu thủ ghi bàn                                                           | Số lượng khán giả |
| --------- | ------------------------ | ------------ | ------------- | ----- | ------------------------------------------------------------------------- | ----------------- |
| 14/8/2002 | Vòng loại thứ ba lượt đi | Zalaegerszeg | A             | 0–1   |                                                                           | 40,000            |
| 27/8/2002 | Vòng loại thứ ba lượt về | Zalaegerszeg | H             | 5–0   | Van Nistelrooy (2) 6', 76' (pen.), Beckham 15', Scholes 21', Solskjær 84' | 66,814            |

### Vòng bảng thứ nhất
| Ngày       | Đối thủ          | Sân nhà/khách | Tỉ số | Cầu thủ ghi bàn                                                           | Số lượng khán giả | Thứ hạng |
| ---------- | ---------------- | ------------- | ----- | ------------------------------------------------------------------------- | ----------------- | -------- |
| 18/9/2002  | Maccabi Haifa    | H             | 5–2   | Giggs 10', Solskjær 35', Verón 46', Van Nistelrooy 54', Forlán 89' (pen.) | 63,439            | 2        |
| 24/9/2002  | Bayer Leverkusen | A             | 2–1   | Van Nistelrooy (2) 31', 44'                                               | 22,500            | 1        |
| 1/10/2002  | Olympiacos       | H             | 4–0   | Giggs 19', Verón 26', Anatolakis 66' (o.g.), Solskjær 77'                 | 66,902            | 1        |
| 23/10/2002 | Olympiacos       | A             | 3–2   | Blanc 21', Verón 59', Scholes 84'                                         | 13,220            | 1        |
| 29/10/2002 | Maccabi Haifa    | A             | 0–3   |                                                                           | 22,000            | 1        |
| 13/11/2002 | Bayer Leverkusen | H             | 2–0   | Verón 42', Van Nistelrooy 69'                                             | 66,185            | 1        |

### Vòng bảng thứ hai
| Ngày       | Đối thủ             | Sân nhà/khách | Tỉ số | Cầu thủ ghi bàn                           | Số lượng khán giả | Thứ hạng |
| ---------- | ------------------- | ------------- | ----- | ----------------------------------------- | ----------------- | -------- |
| 29/11/2002 | Basel               | A             | 3–1   | Van Nistelrooy (2) 62', 63', Solskjær 68' | 29,501            | 1        |
| 11/12/2002 | Deportivo La Coruña | H             | 2–0   | Van Nistelrooy (2) 7', 55'                | 67,014            | 1        |
| 19/2/2003  | Juventus            | H             | 2–1   | Brown 4', Van Nistelrooy 85'              | 66,703            | 1        |
| 25/2/2003  | Juventus            | A             | 3–0   | Giggs (2) 15', 41', Van Nistelrooy 63'    | 59,111            | 1        |
| 12/3/2003  | Basel               | H             | 1–1   | G. Neville 53'                            | 66,870            | 1        |
| 18/3/2003  | Deportivo La Coruña | A             | 0–2   |                                           | 25,000            | 1        |

### Vòng knock out
| Ngày      | Vòng           | Đối thủ     | Sân nhà/khách | Tỉ số | Cầu thủ ghi bàn                                               | Số lượng khán giả |
| --------- | -------------- | ----------- | ------------- | ----- | ------------------------------------------------------------- | ----------------- |
| 8/4/2003  | Tứ kết lượt đi | Real Madrid | A             | 1–3   | Van Nistelrooy 52'                                            | 75,000            |
| 23/4/2003 | Tứ kết lượt về | Real Madrid | H             | 4–3   | Van Nistelrooy 43', Helguera 52' (o.g.), Beckham (2) 71', 85' | 66,708            |

## Thống kê đội hình
| Số áo | Vị trí | Tên                  | Primier League | Primier League | FA Cup | FA Cup | League Cup | League Cup | Cúp châu Âu | Cúp châu Âu | Tổng cộng | Tổng cộng |
| Số áo | Vị trí | Tên                  | Trận           | Bàn            | Trận   | bàn    | Trận       | Bàn        | Trận        | Bàn         | Trận      | Bàn       |
| ----- | ------ | -------------------- | -------------- | -------------- | ------ | ------ | ---------- | ---------- | ----------- | ----------- | --------- | --------- |
| 1     | TM     | Fabien Barthez       | 30             | 0              | 2      | 0      | 4          | 0          | 10          | 0           | 46        | 0         |
| 2     | HV     | Gary Neville         | 19(7)          | 0              | 3      | 0      | 5          | 0          | 8(2)        | 1           | 35(9)     | 1         |
| 3     | HV     | Phil Neville         | 19(6)          | 1              | 2      | 1      | 4          | 0          | 10(2)       | 0           | 35(8)     | 2         |
| 4     | TV     | Juan Sebastián Verón | 21(4)          | 2              | 1      | 0      | 4(1)       | 0          | 11          | 4           | 37(5)     | 6         |
| 5     | HV     | Laurent Blanc        | 15(4)          | 0              | 1      | 0      | 0          | 0          | 9           | 1           | 25(4)     | 1         |
| 6     | HV     | Rio Ferdinand        | 27(1)          | 0              | 3      | 0      | 4          | 0          | 11          | 0           | 45(1)     | 0         |
| 7     | TV     | David Beckham        | 27(4)          | 6              | 3      | 1      | 5          | 1          | 10(3)       | 3           | 45(7)     | 11        |
| 8     | TV     | Nicky Butt           | 14(4)          | 0              | 0(2)   | 0      | 0(1)       | 0          | 8           | 0           | 22(7)     | 0         |
| 10    | TĐ     | Ruud van Nistelrooy  | 33(1)          | 25             | 3      | 4      | 4          | 1          | 10(1)       | 14          | 50(2)     | 44        |
| 11    | TV     | Ryan Giggs           | 32(4)          | 8              | 3      | 2      | 4(1)       | 0          | 13(2)       | 4           | 52(7)     | 14        |
| 13    | TM     | Roy Carroll          | 8(2)           | 0              | 1      | 0      | 2          | 0          | 3           | 0           | 14(2)     | 0         |
| 14    | HV     | David May            | 0(1)           | 0              | 0      | 0      | 2          | 0          | 0(1)        | 0           | 2(2)      | 0         |
| 15    | TV     | Luke Chadwick        | 0(1)           | 0              | 0      | 0      | 1          | 0          | 0(3)        | 0           | 1(4)      | 0         |
| 16    | TV     | Roy Keane (c)        | 19(2)          | 0              | 3      | 0      | 2          | 0          | 6           | 0           | 30(2)     | 0         |
| 17    | TV     | Michael Stewart      | 0(1)           | 0              | 0(1)   | 0      | 1          | 0          | 0(1)        | 0           | 1(3)      | 0         |
| 18    | TV     | Paul Scholes         | 31(2)          | 14             | 2(1)   | 1      | 4(2)       | 3          | 9(1)        | 2           | 46(6)     | 20        |
| 19    | TM     | Ricardo              | 0(1)           | 0              | 0      | 0      | 0          | 0          | 3(1)        | 0           | 3(2)      | 0         |
| 20    | TĐ     | Ole Gunnar Solskjær  | 29(8)          | 9              | 1(1)   | 1      | 1(3)       | 1          | 9(5)        | 4           | 40(17)    | 15        |
| 21    | TĐ     | Diego Forlán         | 7(18)          | 6              | 0(2)   | 0      | 3(2)       | 2          | 5(8)        | 1           | 15(30)    | 9         |
| 22    | HV     | John O'Shea          | 26(6)          | 0              | 1      | 0      | 3          | 0          | 12(4)       | 0           | 42(10)    | 0         |
| 24    | HV     | Wes Brown            | 22             | 0              | 1(1)   | 0      | 5          | 0          | 6           | 1           | 34(1)     | 1         |
| 25    | TV     | Quinton Fortune      | 5(4)           | 0              | 0      | 0      | 1          | 0          | 3(3)        | 0           | 9(7)      | 0         |
| 26    | TV     | Danny Pugh           | 0(1)           | 0              | 0      | 0      | 1          | 0          | 1(2)        | 0           | 2(3)      | 0         |
| 27    | HV     | Mikaël Silvestre     | 34             | 1              | 2      | 0      | 5          | 0          | 13          | 0           | 54        | 1         |
| 31    | TV     | Darren Fletcher      | 0              | 0              | 0      | 0      | 0          | 0          | 2           | 0           | 2         | 0         |
| 34    | HV     | Lee Roche            | 0(1)           | 0              | 0      | 0      | 0          | 0          | 1           | 0           | 1(1)      | 0         |
| 37    | TĐ     | Danny Webber         | 0              | 0              | 0      | 0      | 0          | 0          | 0(1)        | 0           | 0(1)      | 0         |
| 38    | HV     | Mark Lynch           | 0              | 0              | 0      | 0      | 0          | 0          | 1           | 0           | 1         | 0         |
| 40    | TĐ     | Daniel Nardiello     | 0              | 0              | 0      | 0      | 1          | 0          | 0(1)        | 0           | 1(1)      | 0         |
| 42    | TV     | Kieran Richardson    | 0(2)           | 0              | 1      | 0      | 0(1)       | 1          | 2(3)        | 0           | 3(6)      | 1         |
| 43    | TĐ     | Mads Timm            | 0              | 0              | 0      | 0      | 0          | 0          | 0(1)        | 0           | 0(1)      | 0         |

## Chuyển nhượng
Người ra đi đầu tiên của United trong mùa giải 2002–03 là Nick Culkin, người được ra mắt vào ngày 7 tháng 7. Tiền đạo Dwight Yorke của Trinidad và Tobago rời United để đến Blackburn Rovers vào ngày 26 tháng 7 với giá 2 triệu bảng. Culkin và Yorke là những cầu thủ ra đi duy nhất trong mùa hè của United, nhưng họ không phải là những người rời đi duy nhất của United trong mùa giải 2002–03.
Tân binh duy nhất của United trong mùa giải 2002–03 là Rio Ferdinand, người gia nhập từ đối thủ truyền kiếp của Quỷ đỏ là Leeds United và thủ môn người Tây Ban Nha Ricardo, người đã ký hợp đồng chỉ với 1,5 triệu Bảng.
Vào ngày 5 tháng 6, Lee Roche được giải phóng khỏi United theo dạng chuyển nhượng tự do. Vào ngày 30 tháng 6, hậu vệ Laurent Blanc tuyên bố giã từ sự nghiệp bóng đá. Cũng vào ngày 30 tháng 6, David May rời đi theo dạng tự do.

### Mua
| Ngày      | Vị trí | Tên           | Từ              | Phí chuyển nhượng |
| --------- | ------ | ------------- | --------------- | ----------------- |
| 22/7/2002 | Hv     | Rio Ferdinand | Leeds United    | £29.1m            |
| 30/8/2002 | TM     | Ricardo       | Real Valladolid | £1.5m             |

### Bán
| Ngày      | Vị trí | Tên              | Đến                 | Phí chuyển nhượng   |
| --------- | ------ | ---------------- | ------------------- | ------------------- |
| 7/7/2002  | TM     | Nick Culkin      | Giải phóng hợp đồng | Giải phóng hợp đồng |
| 26/7/2002 | TĐ     | Dwight Yorke     | Blackburn Rovers    | £2m                 |
| 5/6/2003  | HV     | John Cogger      | Giải phóng hợp đồng | Giải phóng hợp đồng |
| 5/6/2003  | HV     | David May        | Giải phóng hợp đồng | Giải phóng hợp đồng |
| 5/6/2003  | TĐ     | Kalam Mooniaruck | Giải phóng hợp đồng | Giải phóng hợp đồng |
| 5/6/2003  | TV     | John Rankin      | Giải phóng hợp đồng | Giải phóng hợp đồng |
| 5/6/2003  | HV     | Lee Roche        | Giải phóng hợp đồng | Giải phóng hợp đồng |
| 30/6/2003 | HV     | Laurent Blanc    | Giải nghệ           | Giải nghệ           |

### Cho mượn
| Từ ngày    | Đến ngày         | Vị trí | Tên            | Đến              |
| ---------- | ---------------- | ------ | -------------- | ---------------- |
| 9/8/2002   | 14 November 2002 | TV     | Jimmy Davis    | Swindon Town     |
| 12/8/2002  | 27 October 2002  | TĐ     | Danny Webber   | Watford          |
| 30/8/2002  | 25 May 2003      | TV     | Kirk Hilton    | Livingston       |
| 1/9/2002   | 1 June 2003      | TV     | Bojan Djordjic | Aarhus Fremad    |
| 11/10/2002 | 11 December 2002 | TĐ     | Ben Muirhead   | Doncaster Rovers |
| 7/11/2002  | 23 March 2003    | HV     | Paul Tierney   | Crewe Alexandra  |
| 18/11/2002 | 4 May 2003       | HV     | Alan Tate      | Swansea City     |
| 29/11/2002 | 17 December 2002 | TM     | Ben Williams   | Coventry City    |
| 1/1/2003   | 4 May 2003       | TM     | Ben Williams   | Chesterfield     |
| 7/2/2003   | 19 March 2003    | TV     | Luke Chadwick  | Reading          |
| 27/3/2003  | 15 May 2003      | TV     | Luke Chadwick  | Reading          |